# 봉담 나들목
봉담 나들목(Bongdam IC)은 경기도 화성시 봉담읍 수영리와 동화리에 걸쳐 설치된 평택파주고속도로의 나들목이다.
본래 이 나들목에 있던 자리에는 1998년 12월 18일 봉담과천로 의왕 나들목 ~ 봉담 나들목 구간이 개통될 때 신설된 봉담 교차로라는 평면 교차로가 존재했다. 2009년 10월 29일 평택화성고속도로 및 수도권제2순환고속도로의 봉담 나들목 ~ 동탄 분기점 구간이 개통되면서 기존의 평면 교차로가 없어지고 지금과 같은 입체 나들목이 신설되었다. 본래는 수도권제2순환고속도로의 1번 교차로였다가 수도권제2순환고속도로 노선 지정이 마도 분기점 방면으로 연장되면서 평택파주고속도로의 나들목 기능만 하고 있다. 지방도 제309호선이 이 교차로부터 정남 나들목까지 중첩된다. 봉담과천로를 통해 의왕시, 과천시 방면으로, 삼천병마로를 통해 봉담읍내로 진출할 수 있다.

## 연혁
- 2007년 10월 11일 : 나들목 신설을 위해 화성시 도시계획시설 교통광장에 봉담읍 수영리, 동화리 일원을 봉담 나들목으로 고시[1]
- 2008년 5월 26일 : 2010년 12월까지 국도 제43호선 수영리지하차도 개설공사로 인해 화성시 도시계획시설 교통광장 면적 변경[2]
- 2009년 10월 29일 : 평택화성고속도로, 수도권제2순환고속도로 봉담 나들목 ~ 동탄 분기점 구간 개통과 함께 입체 나들목으로 통행 개시[3] 당시에는 봉담 요금소가 본선요금소였으며, 영업소는 화성시 봉담읍 최루백로 243-89에 있었다.
- 2016년 4월 29일 : 수원문산고속도로 수원 ~ 광명 구간 개통으로 인해 봉담 요금소 이설.
- 2016년 10월 19일 : 고속도로 노선 지정 변경으로 수도권제2순환고속도로 구간에서 제외.

## 구조물 정보
- 위치: 경기도 화성시 봉담읍 수영리, 동화리
- 영업소: 경기도 화성시 봉담읍 새말안길 59-14
- 경기고속도로㈜ 본사: 경기도 화성시 봉담읍 최루백로 243-89

## 접속하는 도로
- 지방도 제309호선 (봉담과천도시고속화도로)
- 삼천병마로
- 간접 연결 : 국가지원지방도 제84호선 (효행로, 수영오거리 이용)

## 봉담 요금소
봉담 요금소(峰潭料金所, Bongdam TG)는 경기도 화성시 봉담읍 최루백로 243-89에 위치했던 평택화성고속도로와 수도권제2순환고속도로 본선 상의 요금소와 평택파주고속도로 봉담 나들목의 진출입로에 있는 지금의 봉담 요금소로 나뉜다. 여기에서 말하는 봉담 요금소는 본선 상의 요금소를 말한다.
이 요금소는 봉담 나들목에서 남쪽으로 약 2.4km 떨어져 있었으며, 2009년 10월 29일 평택화성고속도로 및 수도권제2순환고속도로의 봉담 ~ 동탄 구간이 함께 개통되면서 영업을 개시했다. 관리는 경기고속도로 봉담영업소에서 하고 있으며 경기고속도로 본사 또한 이 곳에 위치하고 있다. 2016년 4월 29일 수원문산고속도로 수원 ~ 광명 구간이 개통되면서 기존 본선요금소가 폐쇄되었고, 북쪽으로 약 1.8km 떨어진 곳에 봉담 나들목의 평택 방면 진입로와 파주 방면 진출로 전용 요금소로 변경된 현재의 봉담 요금소를 설치해 운영되고 있다.
- 구 요금소 위치 : 경기도 화성시 봉담읍 최루백로 243-89 북위 37° 12′ 32.41″ 동경 126° 57′ 55.49″ / 북위 37.2090028°  동경 126.9654139°

### 연혁
- 2009년 10월 29일 : 수도권제2순환고속도로 봉담 ~ 동탄 구간, 평택화성고속도로 개통과 함께 본선요금소로 영업 개시.
- 2016년 4월 29일 : 수원문산고속도로 수원 ~ 광명 구간 개통으로 인해 기존 본선요금소가 철거되고 봉담 나들목 진출입 전용 요금소로 전환.

## 교통량 정보
2016년 이전 자료는 본선요금소 기준 자료이며, 2016년 이후 자료는 봉담 나들목 진출입 차량 기준 자료이다.
| 요금소        | 통행량 (대/일) | 통행량 (대/일) | 통행량 (대/일) | 통행량 (대/일) | 통행량 (대/일) | 통행량 (대/일) | 통행량 (대/일) | 통행량 (대/일) | 통행량 (대/일) | 통행량 (대/일) | 각주  |
| 요금소        | 2009년         | 2010년         | 2011년         | 2012년         | 2013년         | 2014년         | 2015년         | 2016년         | 2017년         | 2018년         | 각주  |
| ------------- | -------------- | -------------- | -------------- | -------------- | -------------- | -------------- | -------------- | -------------- | -------------- | -------------- | ----- |
| 봉담 (폐쇄식) | 10,522         | 16,955         | 20,065         | 21,538         | 23,274         | 24,847         | 9,044          | 5,825          | 5,315          | 5,502          | [ 4 ] |
| 요금소        | 2019년         |                |                |                |                |                |                |                |                |                | [ 4 ] |
| 봉담 (폐쇄식) | 6,280          |                |                |                |                |                |                |                |                |                | [ 4 ] |

## 사진

### 평택파주고속도로

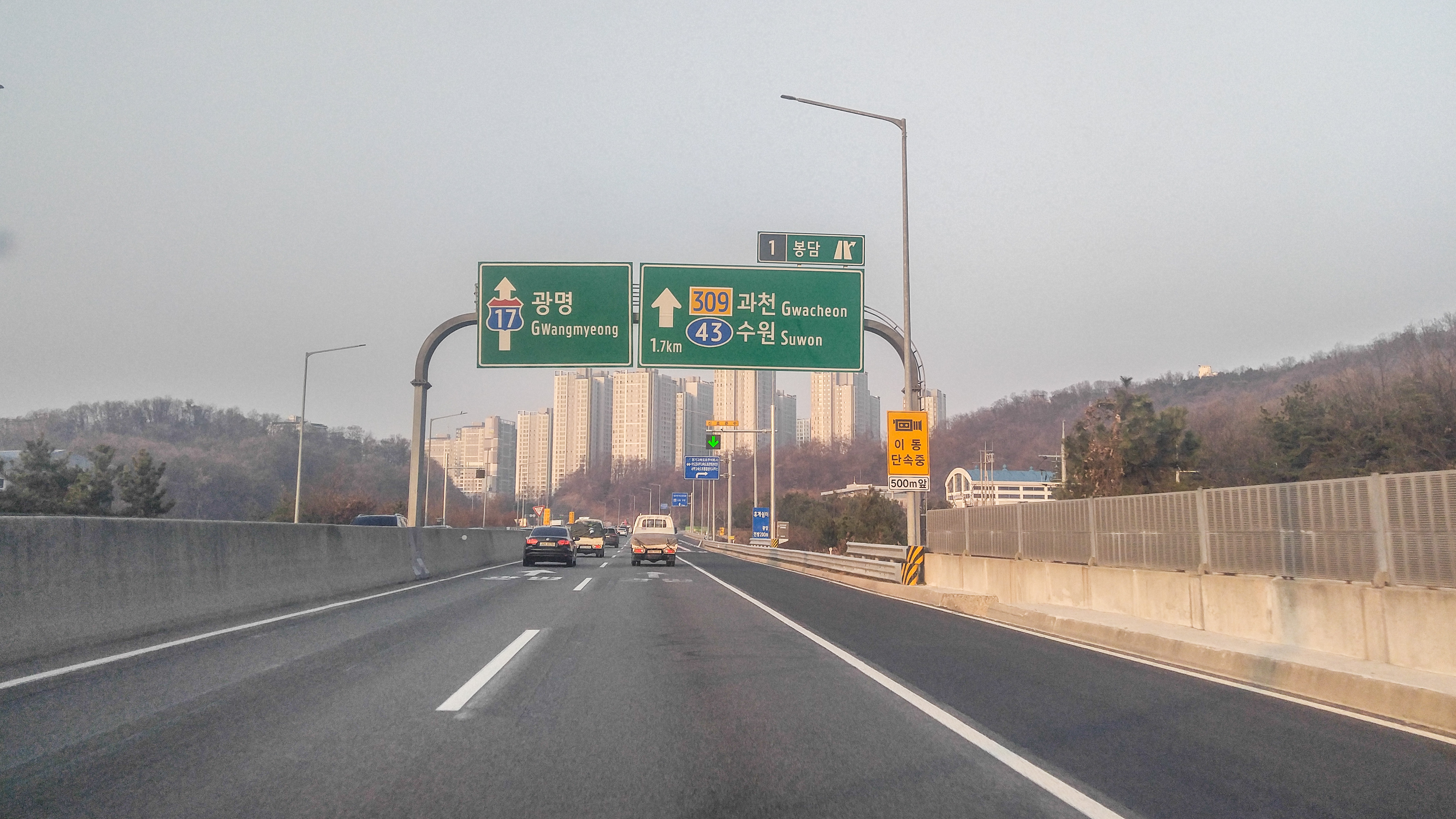
1.7km 표지판 (파주 방향)
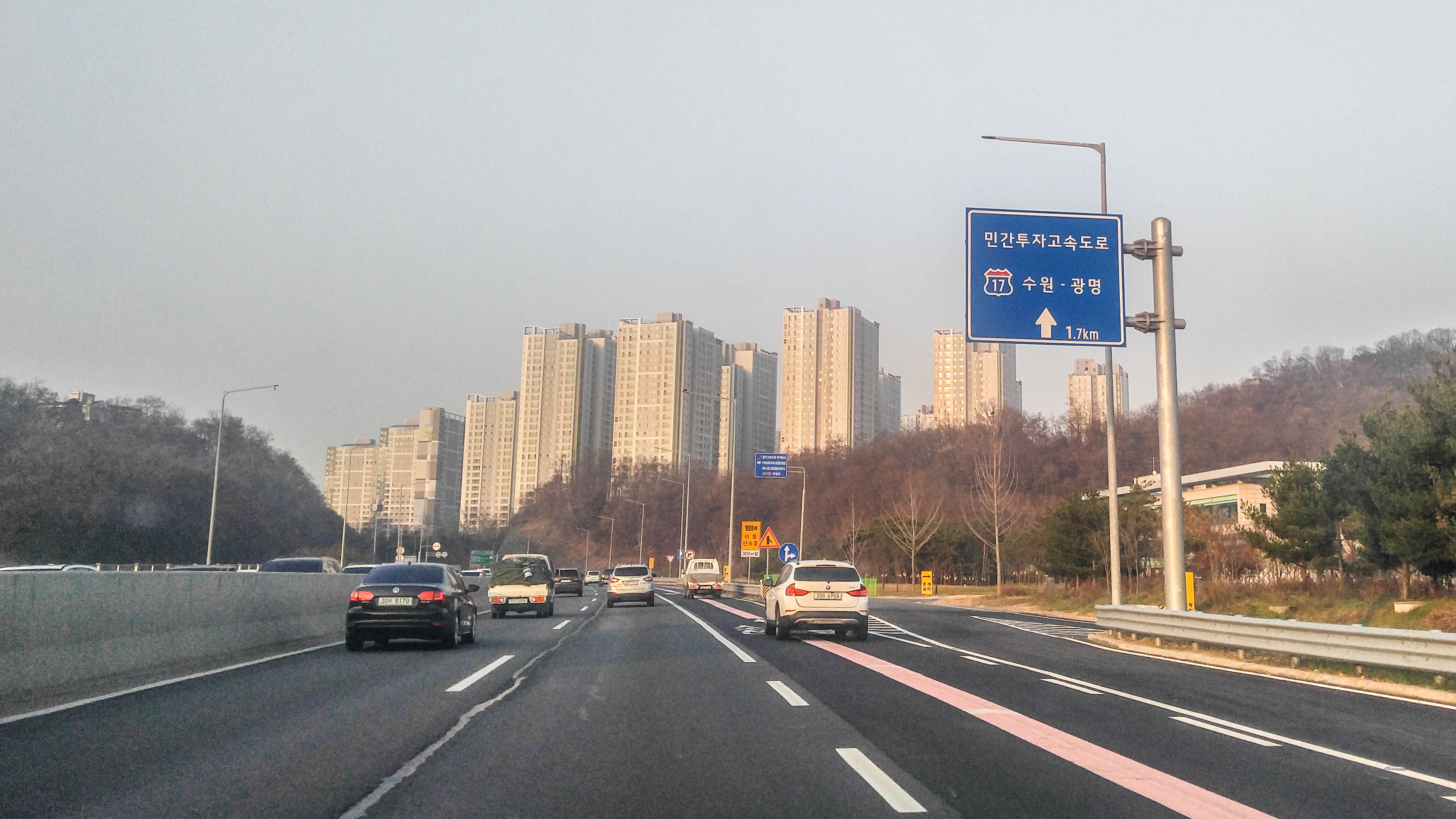
1.7km 표지판 (파주 방향)
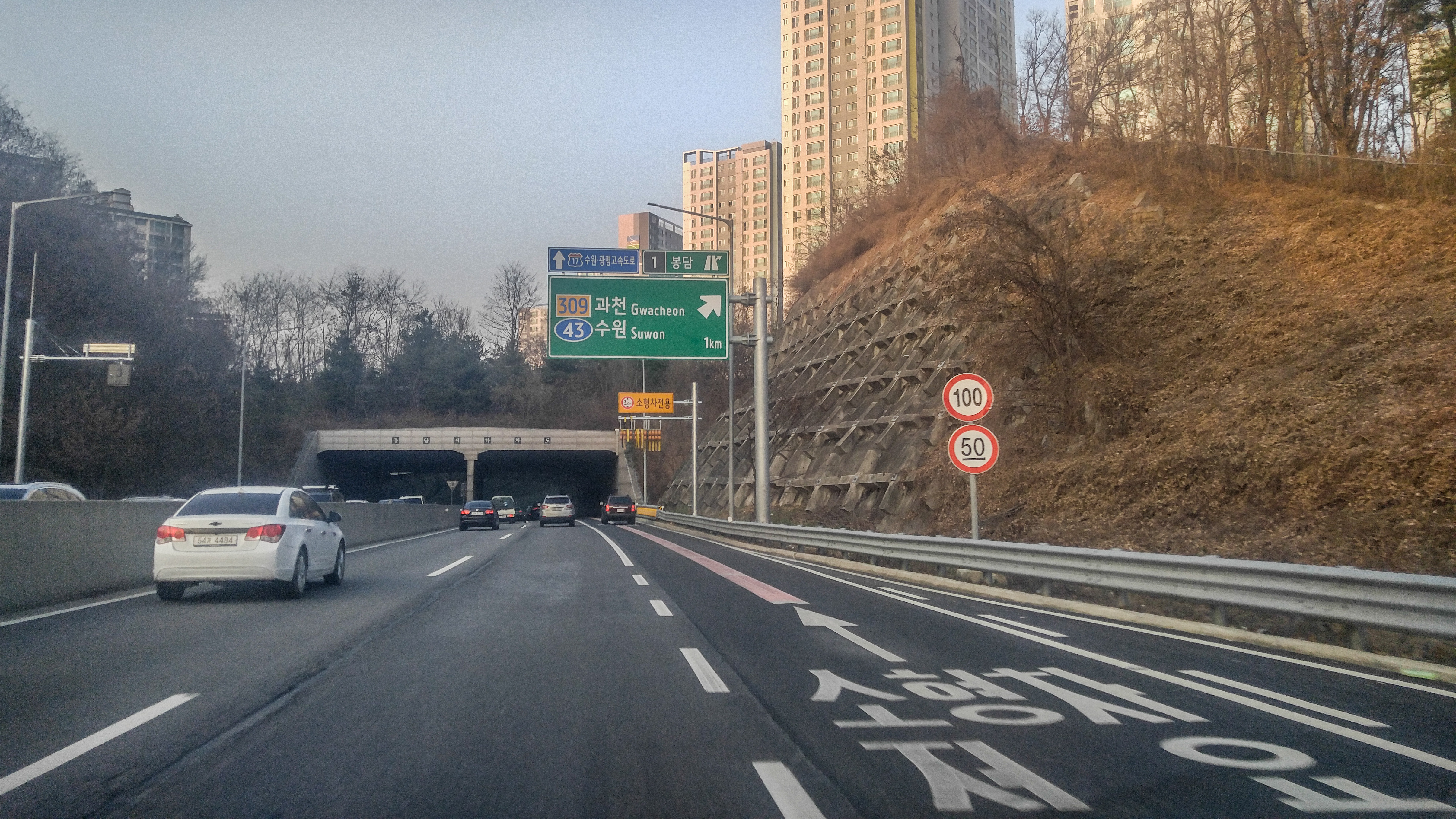
1km 표지판 (파주 방향)
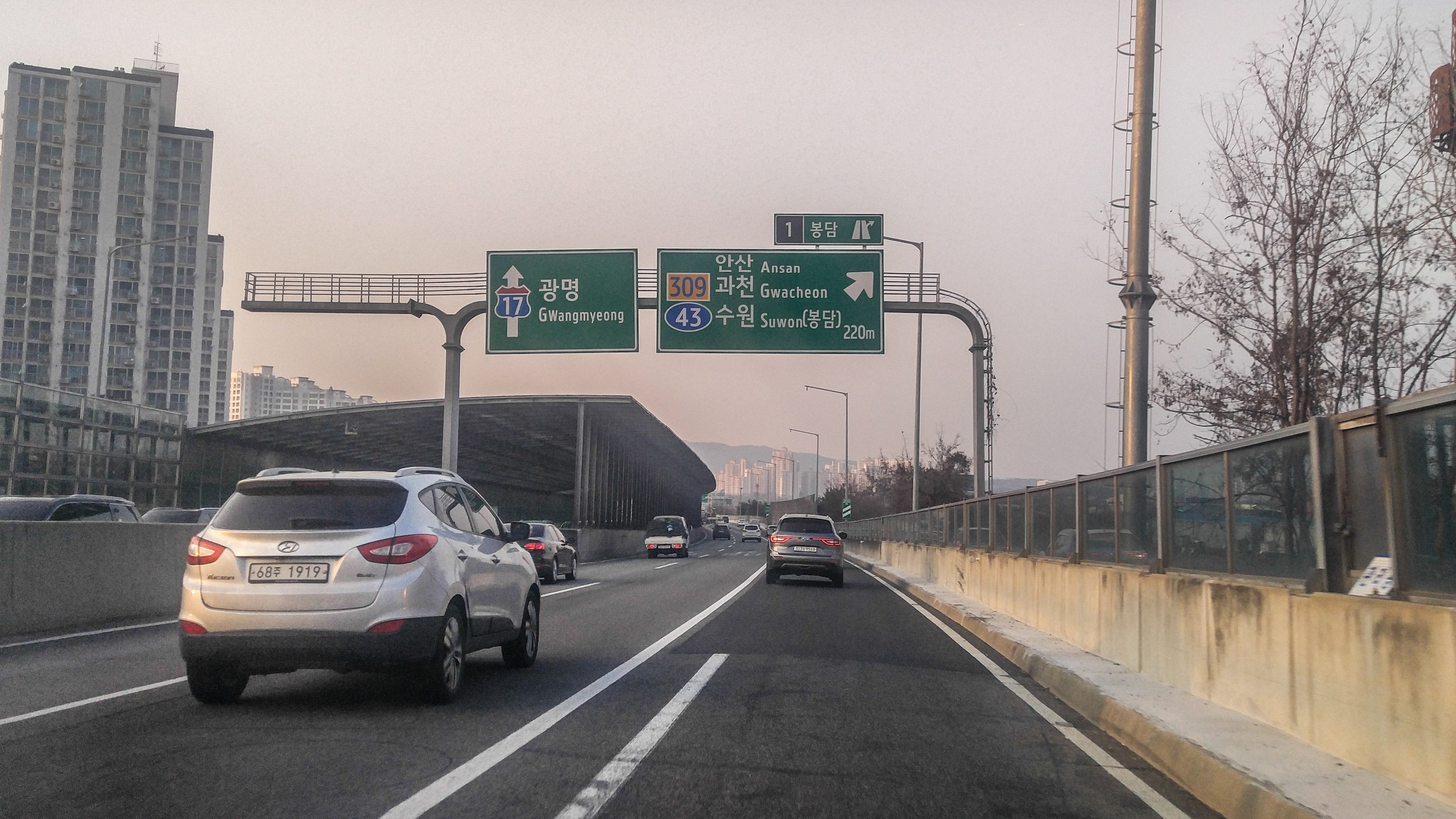
220m 표지판 (파주 방향)
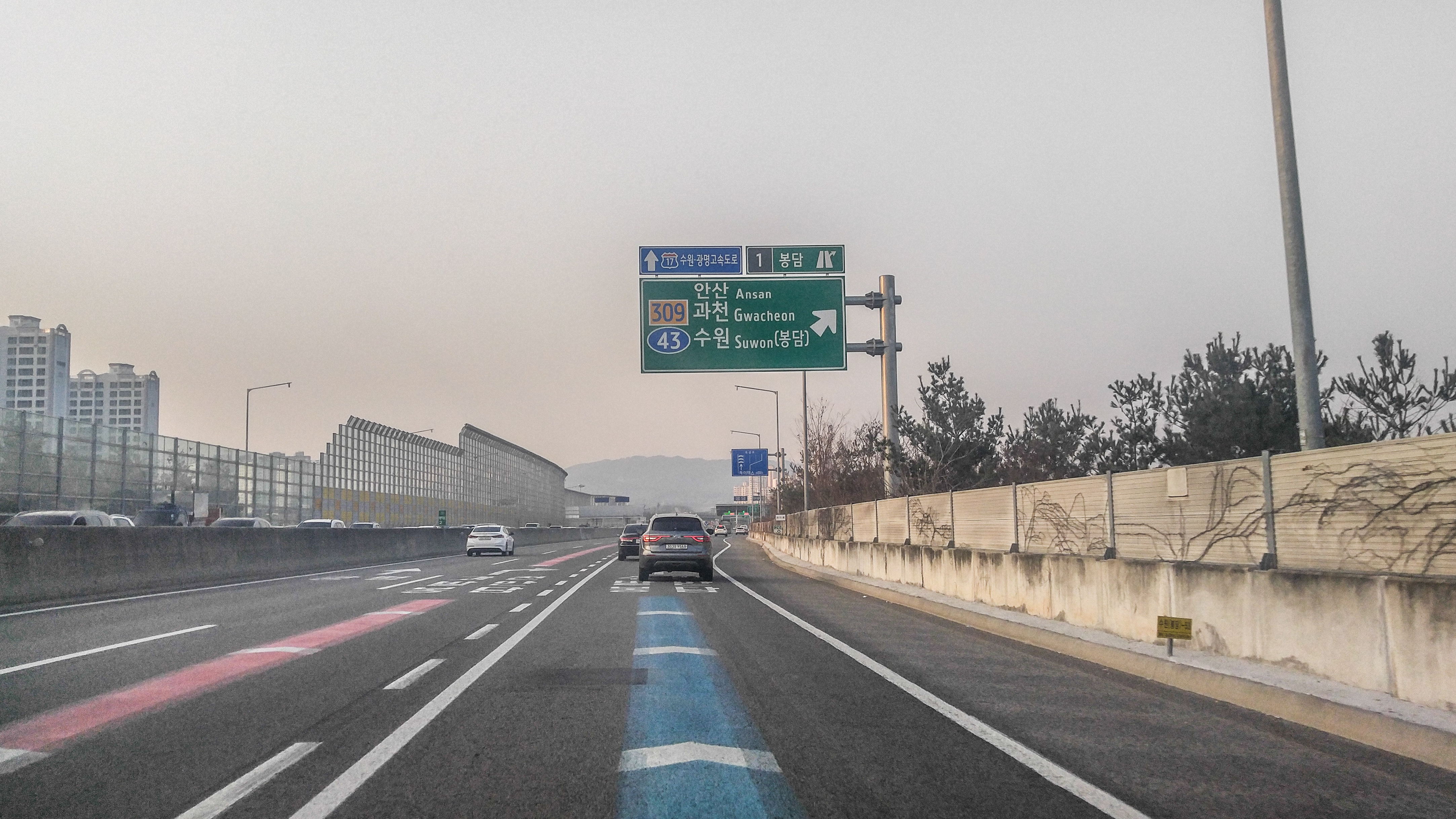
표지판 (파주 방향)

### 봉담과천로

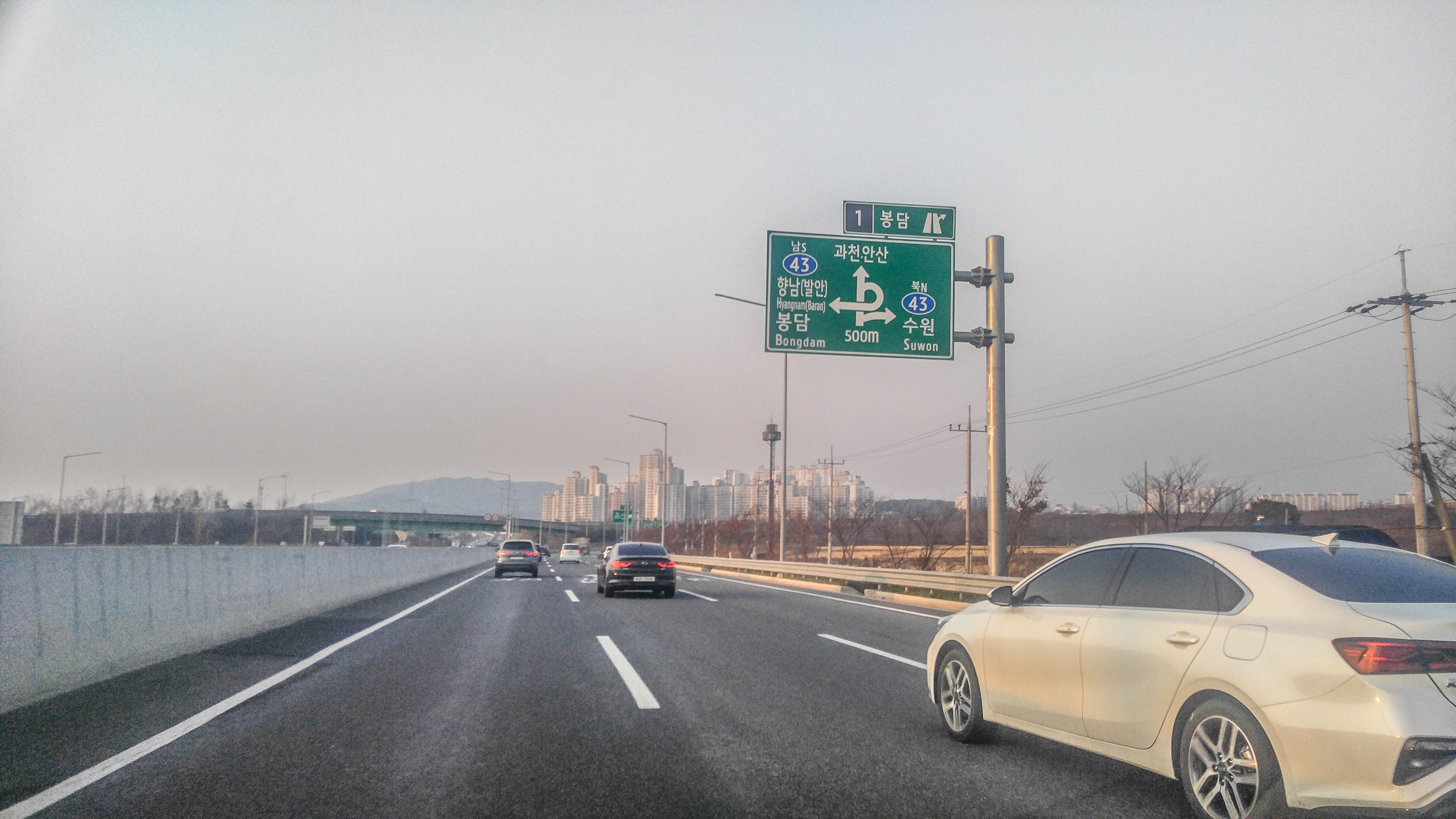
500m 표지판 (과천 방향)
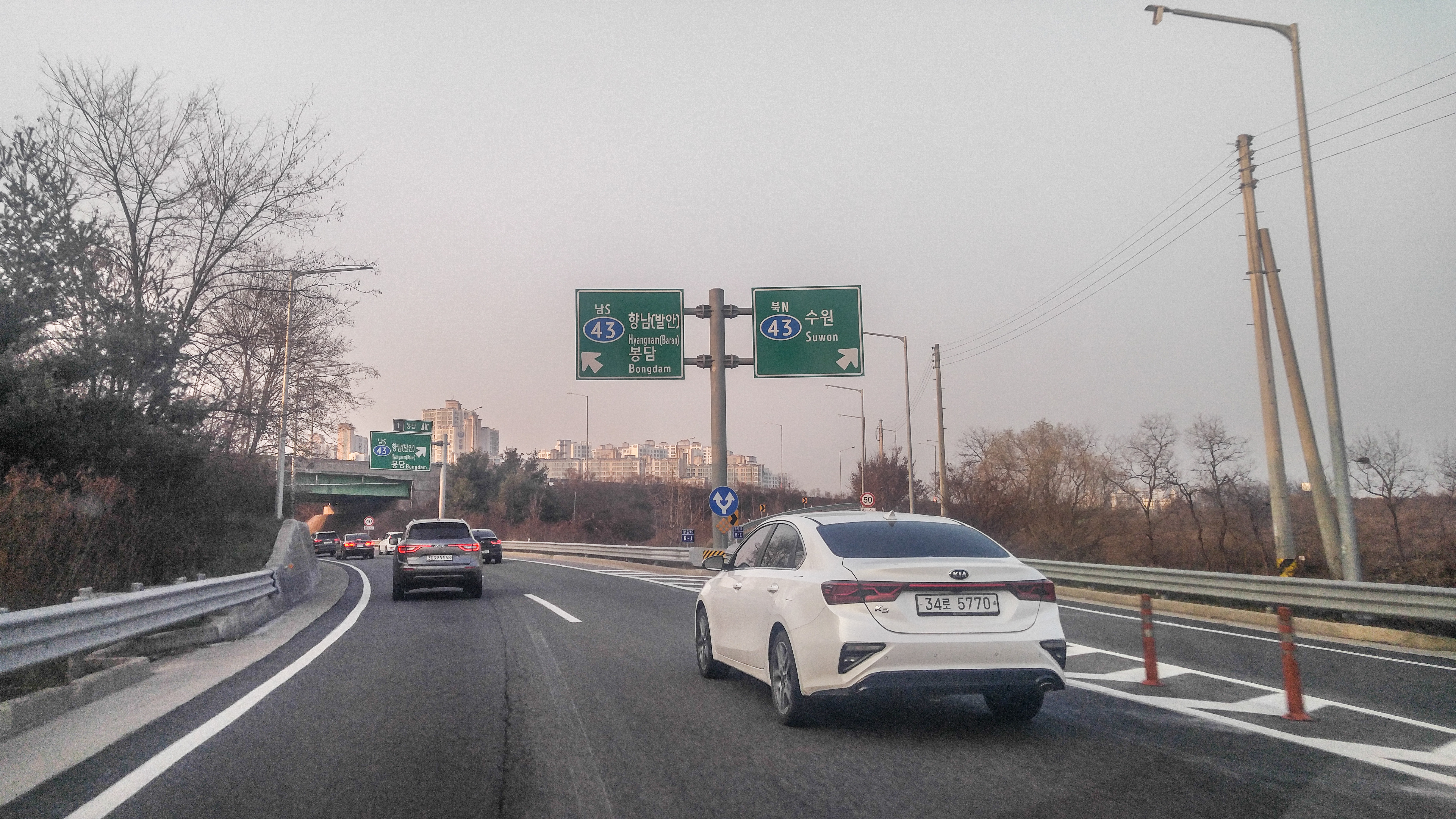
1지점 분기부 표지판 (과천 방향)
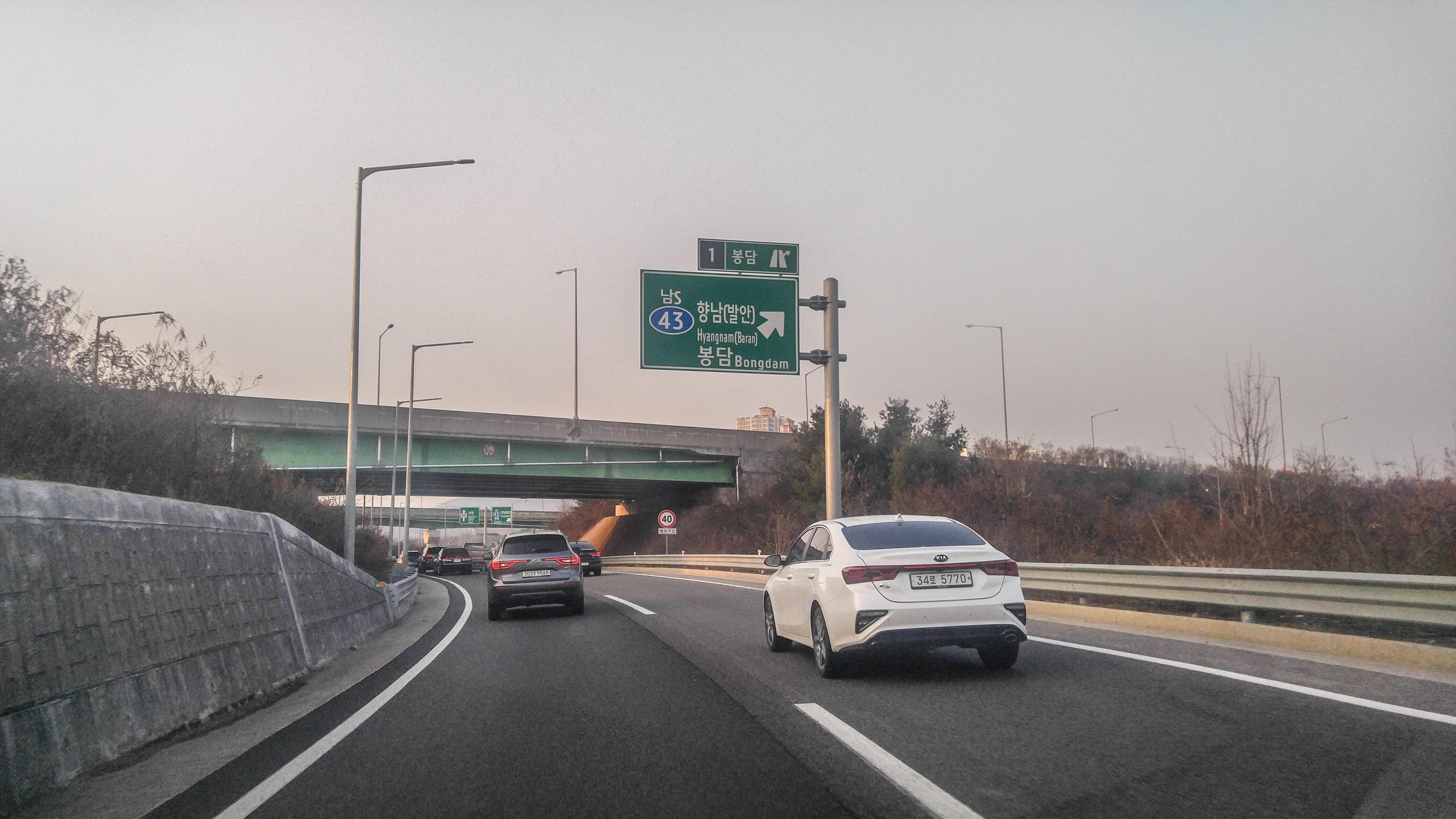
2지점 표지판 (과천 방향)
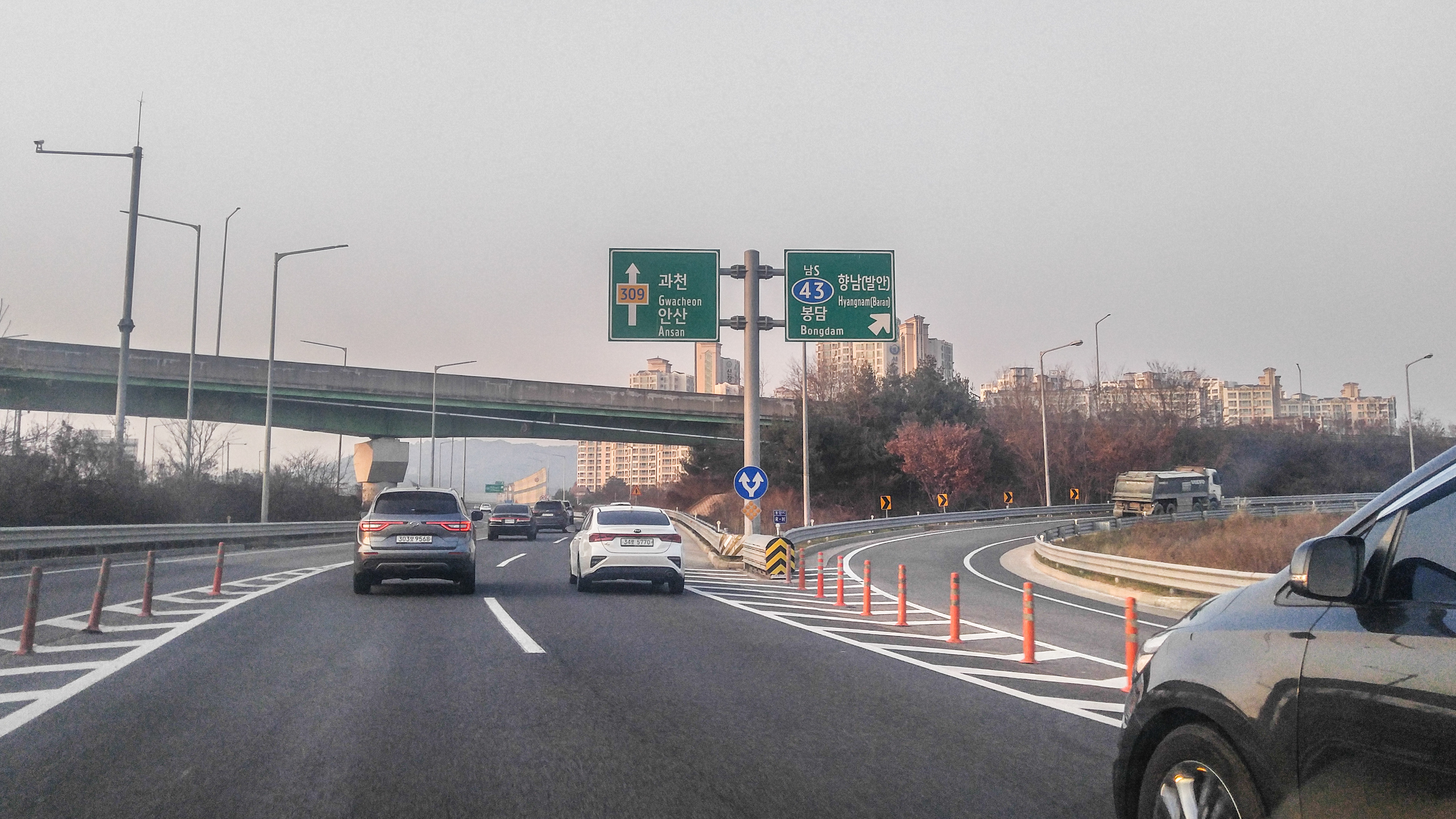
2지점 분기부 표지판 (과천 방향)